# Polythrena miegata
Polythrena miegata är en fjärilsart som beskrevs av Gustave Arthur Poujade 1895. Polythrena miegata ingår i släktet Polythrena och familjen mätare. Inga underarter finns listade i Catalogue of Life.